# 余日新
余日新（？—17世紀），字君文，號瞿父，浙江衢州府龍遊縣人，明朝、南明政治人物。

## 生平
天啓元年（1621年），余日新中式辛酉科浙江鄉試第二十三名舉人，崇禎七年（1634年）登甲戌科進士，兵部觀政，授福建漳浦縣知縣，在當地嚴厲執行保伍法、建築堡壘防治流寇，又減省稅項和餘羨，得黃道周重視。之後他出任御史巡按山東，任內捐出通賦，暫停膠州、萊州海運，上陳三府俵馬雜役的害處害以及中止關寧供應米豆之；又推薦劉宗周、惠世揚、鄭三俊、黃道周、章正宸，彈劾陳啓新、趙之龍。不久，因抵禦流寇有功，轉為太僕少卿，未起行就因為濟南已經失陷而回鄉。
弘光時，余日新和貪污的前巡按蘇松御史王志舉都被傳訊審問，不過王志舉已經降清，也因為沒有證據而不了了之。隆武帝繼位，起用他為貴州道御史，陞官大理卿，福京失守後入山研讀《易經》直到去世。

## 家族
曾祖余权，祖余沧，父余炜，增广生。

## 引用
1. 1 2  錢海岳《南明史·卷四十四·列傳第二十》：余日新，字君文，龍遊人。崇禎七年進士。授漳浦知縣，嚴保伍、築戍鎮綏盜，清稅汰羨，為黃道周所重。以御史巡按山東，捐通賦，停膠、萊海運，陳三府俵馬之害，止關、寧米豆之供。又薦劉宗周、惠世揚、鄭三俊、道周、章正宸，劾陳啟新、趙之龍。以禦寇功，轉太僕少卿，未行而濟南陷歸。
2. ↑  《崇祯七年甲戌科进士履历便览》：余日新，曾祖权，祖沧，父炜，增广生。瞿父，诗一房，丁酉年六月十三日生，衢州府龙游县人，辛酉乡试，会二百三十五名，三甲二十八名，兵部观政，六月授漳浦知县，壬午行取，考选貴州道御史，癸未巡按山東。
3. ↑  錢海岳《南明史·卷四十四·列傳第二十》：弘光時，與王志舉俱提問。志舉者，原任巡按蘇嵩御史，以貪下獄，時已降清，無可跦跡而止。日新事亦尋解。紹宗即位，起貴州道御史，擢大理卿。福京亡，入山讀易卒。